# Цехмістр Олександр Іванович
Олександр Іванович Цехмістр (нар. 1951) — український художник, заслужений художник України, член Національної спілки художників України.

## Творчий доробок
Цехмістр Олександр Іванович — учасник всеукраїнських та донецьких обласних виставок, у тому числі присвячених Міжнародному дню інвалідів, учасник благодійної акції для дитячого реабілітаційно-оздоровчого центру для дітей-сиріт у Святогірську.
Виконав на громадських засадах художнє оформлення Букваря для глухонімих.

## Нагороди
Нагороджений Почесною грамотою Міністерства праці та соціальної політики України.